# ریکاردو سولیانو
ریکاردو سولیانو(به ایتالیایی: Riccardo Sogliano) (زاده ۴ مارس ۱۹۴۲ در آلساندریا)، هافبک بازنشسته ایتالیایی‌است.

## افتخارات
- کوپا ایتالیا: ۷۲-۱۹۷۱، ۷۳-۱۹۷۲
- جام در جام اروپا: ۷۳-۱۹۷۲